# Церква Святих Безсрібників Косми і Дам'яна (Ходорів)
Церква Святих Безсрібників Косми і Дам'яна в Ходорові — храм УГКЦ у місті Ходорові Ходорівської громади Стрийського району Львівської области України.

## Історія
1757 року в податковому реєстрі Руського воєводства вперше згадується міська церква.
1922 року відбулося освячення фундаменту під майбутню святиню. До 1932 року тривало будівництво мурованої церкви на місці старішого дерев'яного храму, який зведений в 1600 році (перебудований 1798, а розібраний в 1919). Проєкт нової церкви двічі в 1922 та 1927 роках розробив архітектор Яків Рудницький. 1935 року храм освятили.
У 1848—1853 роках церква використовувалася як каплиця. 1912 року парафію візитував Андрей Шептицький. 1918 році за направленням Грона консерваторів Східної Галичини в село приїхав історик і археолог доктор Йосиф Пеленський, щоб оглянути стан церкви. 17 квітня того ж року, у своєму звіті фахівець зазначає, що храм за всяку ціну треба зберегти. Проте в 1919 році давню церкву розібрали.
У теперішній святині є дві ікони, які намалював Антін Манастирський (одна належить до 1934 року). Іконостас виготовлений Йосифом Павлишиним, а ікони для нього виконав Карло Звіринський. Протягом 1956—1957 років поліхромію храму здійснили Роман Хома (верх), Зеновій Кецало, Володимир Патик, о. Сергій Борейко, а також Йосип Ярема, Ярослав Цибран, Мирон Карпінський. Зберігаються книги‑стародруки Октоїх (1644), Пісна Тріодь (1667), Апостол (ХVII ст.) та Євангелія (1888, з підписом митрополита Андрея Шептицького); мощі блаженної священномучениці Тарсикії Мацьків (від 2007), святих безсрібників Косми і Дам'яна (від 2018).
Стара дерев'яна церква зображена в роботах Антіна Вариводи, Олександра Лушпинського, Тадея Обмінського, Рудольфа Менкицького (рисунок опублікований на обкладинці книги історика Богдана Януша). А теперішній храм є на фотографії Генрика Поддембського.
2021 року про храм опублікована наукова публікація Василя Слободяна «Історія старих дерев'яних церков у Ходорові». 2022 року краєзнавцем Василем Лабою видана книга «Літопис парафії Ходорів, від давніх часів до 1944 року». 2023 року значне дослідження про місцеву парафію, упорядкував та видав Любомир Калинець.

## Парохи
- о. Григорій Левицький
- о. Михайло Лучаківський (1832—1848)
- о. Теодор Ступницький (1848—1849, адміністратор; 1849—1865)
- о. Фердинанд Кмицикевич (1865—1866, адміністратор)
- о. Константин Чепіль (1866—1868, адміністратор)
- о. Григорій Левицький (1871—1883)
- о. Олександер Темницький (1881—1883, сотрудник; 1883—1884, адміністратор)
- о. Семен Заяць (1884—1914)
- о. Яків Долгий (1912—1914, сотрудник; 1914—1919, адміністратор; 1919—1944)
- о. Василь Зайкевич (1944, сотрудник)
- о. Святослав Паньків — нині[1].